# هنريتا أميرة بلجيكا
هنريتا أميرة بلجيكا (30 نوفمبر 1870 - 28 مارس 1948) متزوجة من الأمير إيمانويل، دوق فاندوم ولها إبنه هي ماري لويز أميرة أورليان.